# Маркет (улица в Сан Франциско)
Улица „Маркет“ (на английски: Market Street; в превод: улица „Пазарна“) е основна улица и пътна артерия в град Сан Франциско, Калифорния. Ул. „Маркет“ започва от района на Ембаркадеро пред Сградата на Пристанището на Сан Франциско в североизточния край на града и върви в посока югозапад през даунтауна на Сан Франциско минавайки покрай Сивик сентър и Кастро до пресечката на „Корбет“ авеню (Corbett Avenue) в квартала „Туийн Пийкс“.
По ул. „Маркет“ има много магазини. Улицата има известна прилика с „Витошка“ в София. На и под ул. „Маркет“ спират много от линиите на МЮНИ, а метрото БАРТ също има няколко метростанции под нея.